# Lmao
Lmao ou LMAO é uma gíria utilizada na internet com o  acrônimo laughing my ass off, algo como "Me borrei de tanto rir". É frequentemente utilizado em fóruns anglófonos, listas de discussão, jogos on-line, MMORPGs, canais de IRC e outros programas de chat online. A gíria é frequente nos EUA (Estados Unidos).